# Баїр (Новська)
Баїр (хорв. Bair) — населений пункт у Хорватії, у Сисацько-Мославинській жупанії у складі міста Новська.

## Населення
Населення за даними перепису 2011 року становило 6 осіб.
Динаміка чисельності населення поселення:

## Клімат
Середня річна температура становить 11,02 °C, середня максимальна – 25,22 °C, а середня мінімальна – -5,55 °C. Середня річна кількість опадів – 923 мм.
| Клімат поселення                              | Клімат поселення | Клімат поселення | Клімат поселення | Клімат поселення | Клімат поселення | Клімат поселення | Клімат поселення | Клімат поселення | Клімат поселення | Клімат поселення | Клімат поселення | Клімат поселення | Клімат поселення |
| Показник                                      | Січ.             | Лют.             | Бер.             | Квіт.            | Трав.            | Черв.            | Лип.             | Серп.            | Вер.             | Жовт.            | Лист.            | Груд.            |                  |
| Середній максимум, °C                         | 7,15             | 8,89             | 13,20            | 17,38            | 22,01            | 25,22            | 24,17            | 23,54            | 19,82            | 15,12            | 9,66             | 5,40             |                  |
| Середня температура, °C                       | 0,80             | 2,55             | 6,86             | 11,02            | 15,67            | 18,87            | 20,64            | 20,00            | 16,30            | 11,60            | 6,13             | 1,87             |                  |
| Середній мінімум, °C                          | −5,55            | −3,8             | 0,50             | 4,68             | 9,32             | 12,52            | 17,10            | 16,47            | 12,77            | 8,08             | 2,59             | −1,66            |                  |
| Норма опадів, мм                              | 58               | 53               | 63               | 77               | 83               | 97               | 85               | 90               | 77               | 82               | 88               | 70               |                  |
| Середньомісячна швидкість вітру, м/с          | 1.80             | 2.02             | 2.40             | 2.30             | 2.10             | 1.90             | 1.90             | 1.70             | 1.71             | 1.79             | 1.81             | 1.84             |                  |
| Середньомісячна сонячна радіація, кДж/м²·день | 4338             | 7148             | 10969            | 15326            | 19590            | 21807            | 22703            | 19835            | 14880            | 9175             | 4900             | 3604             |                  |
| --------------------------------------------- | ---------------- | ---------------- | ---------------- | ---------------- | ---------------- | ---------------- | ---------------- | ---------------- | ---------------- | ---------------- | ---------------- | ---------------- | ---------------- |
| Джерело:                                      |                  |                  |                  |                  |                  |                  |                  |                  |                  |                  |                  |                  |                  |